# Savo Čelebić
Savo Čelebić na crnogor. ćiril. Саво Челебић,1879. – 1956., crnogorski vojni zapovjednik, borac Za Pravo, Čast i Slobodu Crne Gore, na koncu general JNA.
Karijeru počeo kao časnik Crnogorske kraljevske vojske. Nakon Božićne pobune, odmetnuo se u komite, te se godinama oružano borio protiv srpske okupacije. Bio je suradnik Krsta Popovića i drugih istaknutih crnogorskih komitskih vođa. Jedno vrijeme boravio u Italiji, gdje su bile baze crnogorskih ustanika.
Nakon amnestije od strane vlasti Kraljevine Jugoslavije umirovljen u činu dopukovnika.
Od početka crnogorskoga ustanka protiv talijanske okupacije 13. srpnja 1941. Čelebić se nalazio u stožeru partizanskog Lovćenskog odreda.
Početkom 1942. odbio je pristupiti oružanim postrojbama generala Popovića koje su formirane uz potporu talijanske okupacijske vlasti.
Ispred NOVJ je Čelebić 1943. vodio neuspješne pregovore s generalom Popovićem da pristupi partizanskoj vojsci. 
Poslije talijanske kapitulacije rujna 1943. Čelebić je upućen u Italiju, gdje je postao zapovjednik 1. prekomorske brigade partizanske vojske.
Tito je Sava Čelebića imenovao za generala, petog po redu u Jugoslavenskoj armiji.